# Crveno Brdo (gmina Lukavac)
Crveno Brdo – wieś w Bośni i Hercegowinie, w Federacji Bośni i Hercegowiny, w kantonie tuzlańskim, w gminie Lukavac. W 2013 roku liczyła 1273 mieszkańców, z czego większość stanowili Boszniacy.